# 伊通公園
伊通公園（IT PARK）是一間以台北市同名公有公園為據點的當代藝術空間，長期支持藝術創作者展出作品，也是當代藝術工作者的交流空間。
但與該公有公園不同的是，此藝廊是實際以伊通街設址，但該公有公園卻以松江路進行設址。

## 歷史
1988年，莊普、陳慧嶠、黃文浩等藝術家與攝影家劉慶堂為了讓藝術愛好者能單純探討與突破藝術的各種可能性，因此成立伊通公園，開拓台灣行為藝術、觀念藝術、裝置藝術視野，提供藝術家發表實驗、前衛、非主流創作的舞台，促進藝術創作的討論交流。長期深耕台灣當代藝術。高度自主與開放的經營模式使伊通成為藝術家搖籃，包括袁廣鳴、林明弘、陳怡潔等知名藝術家皆曾在此展出；為了吸引不同族群親近藝術，打造獨具風格的咖啡廳與吧台，並邀請各界人才舉辦講座，不僅是許多空間效仿的標竿，其重要性也讓不少美術館館長、相關系所的所長、校長乃至文建會、文化局等機關造訪，甚至成為包括《The New York Times》等國內外主流媒體的報導對象，並於2009年獲得第13屆台北文化獎，可謂台北相當具有代表性的當代藝術空間。

## 前伊通時期
伊通公園的成立被認為是臺灣現代美術館和當代藝術的起點。
1982年，林壽宇回到臺灣，並於1984、85年與莊普、賴純純和陳幸婉等藝術家在台北舉辦兩檔被稱為空間核爆的裝置展「異度空間」與「超度空間展」。由於其作品的現代主義低限風格被視為具有中國美術傳統與西方進步價值的象徵，因此被1983年剛成立的台北市立美術館代理館長視為「一種新的展望」，這類具現代主義風格的裝置作品成為北美館的主要風格。
此外，當時臺灣藝術學院還是停留在繪畫、雕塑的分類，因此剛從歐洲回台的莊普、賴純純等藝術家在臺灣第一個另類空間SOCA開始教授材質與造型等課程，陳慧嶠、劉慶堂和黃文浩等人就是在這裡學習的學生。1987年賴純純以SOCA名義幫學生申請北美館的「實驗藝術：行為與空間」展，這群學生和老師就成為伊通最早的班底。同年，SOCA結束營運。
在劉慶堂與陳慧嶠租下伊通街的現址之前，這群藝術家經常游走於臺北市的咖啡廳、酒吧，也曾在黃文浩的工作室或是到莊普居住的花園新城談論藝術。最後因為新店交通不便、咖啡廳又受限營業時間，為了擁有自己的空間交流藝術，因此興起成立伊通的念頭。

## 展出藝術家
丁潔、于彭（原名巫坤任）、方偉文、王正凱、王永衢、王俊傑、王雅慧、王德瑜、白宗晉、曲德義、朱嘉樺、江賢二、何孟娟、何采柔、吳天章、吳季璁、吳東龍、吳詠潔、吳達坤、吳瑪悧、李民中、李宜全、李明則、李明學、李國民、李淑貞、李銘盛、杜偉、沈昭良、季鐵男、林宏璋、林其蔚、林昆穎、林明弘、林欣怡、林珮淳、林敏毅、林煌迪、林鉅、林蓓菁、林銓居、林輝華、林鴻文、邵婷如、侯玉書、侯怡亭、侯俊明、侯淑姿、姚瑞中、洪東祿、洪素珍、洪藝真、紀嘉華、胡坤榮、范姜明道、夏陽、徐洵蔚、徐婷、徐瑞謙、袁廣鳴、高俊宏、崔廣宇、常陵、張乃文、張正仁、張永村、張美陵、張耿華、張耿豪、張暉明、梁兆熙、梅丁衍、莊普、許雨仁、許唐瑋、連建興、連淑蕙、郭弘坤、郭奕臣、郭娟秋、郭振昌、郭維國、郭慧禪、陳文祥、陳正才、陳正勳、陳志建、陳怡潔、陳松志、陳俊明、陳俊豪、陳建北、陳建榮、陳界仁、陳張莉、陳順築、陳愷璜、陳萬仁、陳慧嶠、陳曉朋、陳擎耀、陶文岳、陶亞倫、陸先銘、彭弘智、曾御欽、曾清淦、曾雍甯、游本寬、游克文、湯皇珍、程文宗、黃小燕、黃文浩、黃世傑、黃宏德、黃致陽、黃博志、黃銘哲、黃蘭雅、塗維政、楊仁明、楊世芝、楊柏林、楊茂林、楊智富、葉竹盛、葉偉立、董心如、詹士泰、廖堉安、趙世琛、劉中興、劉世芬、劉高興、歐宗翰、潘娉玉、潘鈺、蔡志榮、蔡海如、蔡國傑、鄭淑麗、鄭詩雋、黎志文、盧人仰、盧怡仲、盧明德、蕭麗虹、賴志盛、賴信宇、賴珮瑜、賴純純、駱麗真、薄茵萍、謝德慶、謝鴻均、韓湘甯、顏頂生、蘇孟鴻、蘇旺伸、蘇匯宇、顧世勇
日本：奈良美智、鈴木貴彥、上松真美子
美國：George Condo
葡萄牙：Rigo 23
德國：Lars Koepsel
比利時：Heidi Voet

## 資料來源
1. ↑  台北市政府工務局公園路燈工程管理處登錄的實際地理位址為「台北市中山區朱園里松江路85巷內 （页面存档备份，存于）」，且設立時間比該藝廊還要早（1971年）。
2. ↑  Drew Solomon. . The New York Times. 1996-08-04  [2019-02-07]. （原始内容存档于2020-12-07） （英语）.
3. ↑  .   [2018-06-10]. （原始内容存档于2019-06-21）.
4. ↑  王品驊.  (PDF).   [2023-01-30]. （原始内容存档 (PDF)于2023-01-30）.
5. ↑  莊偉慈. . 藝術家雜誌. 2012-12  [2023-01-30]. （原始内容存档于2023-01-30）.

## 外部連結
- 伊通公園 （页面存档备份，存于）
- 伊通公園的Facebook專頁
- 第十三屆台北文化獎「伊通公園」紀錄片